# Yodogawa-ku
Yodogawa (淀川区, Yodogawa-ku, littéralement « arrondissement du fleuve Yodo ») est un des vingt-quatre arrondissements de la ville d'Osaka au Japon. Il se trouve au nord de la ville. Son quartier Jūsō (十三) est typique et représentatif d'Osaka. 

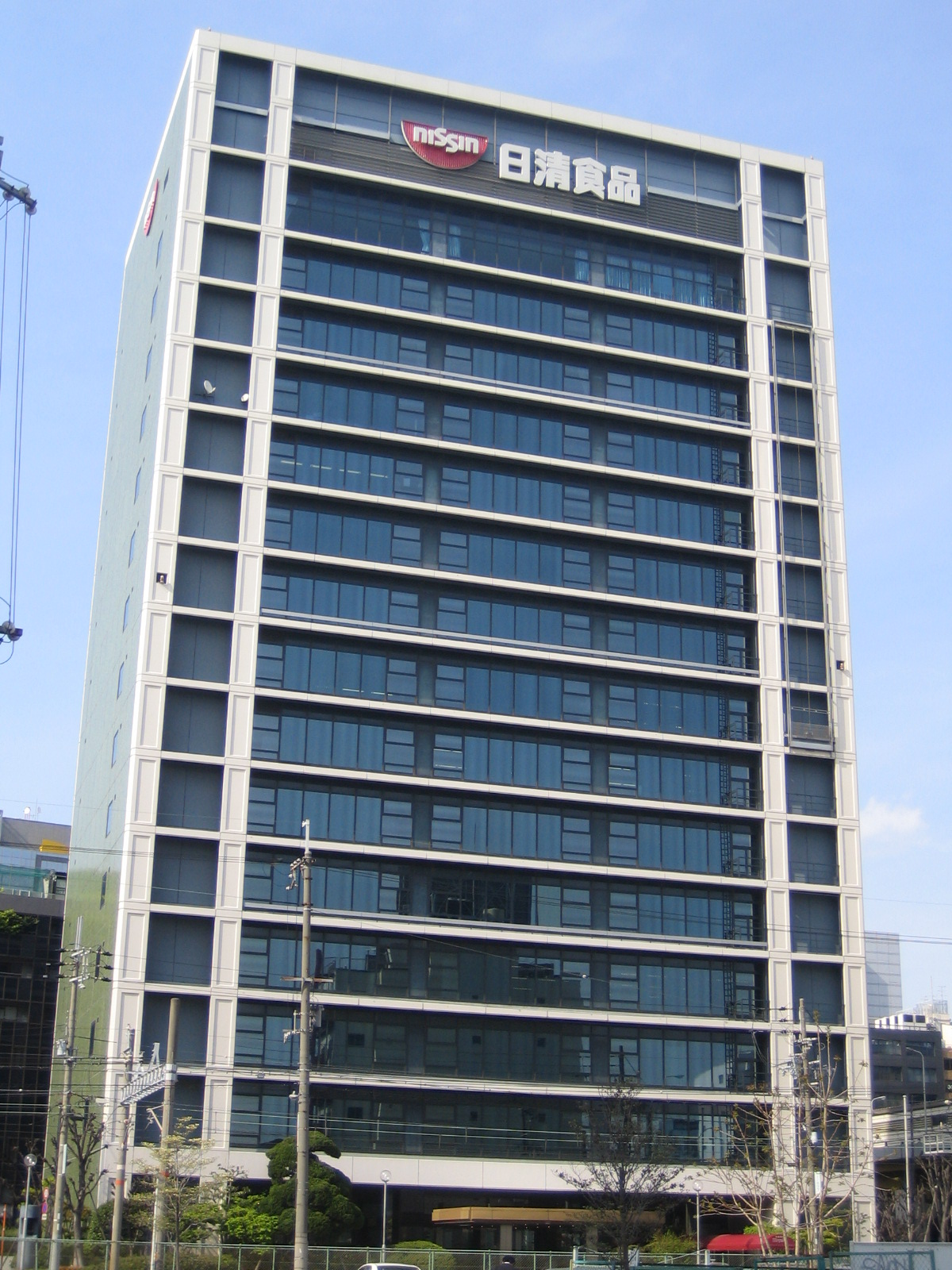
Bureaux de Nissin Foods.

Pour une superficie de 12,64 km2, il accueillait 175 130 habitants le 1er mai 2015, ce qui faisait une densité de population de 13 860 hab./km2.

## Économie
Depuis 1977, Nissin Foods a ses bureaux principaux dans l'arrondissement de Yodogawa.

## Transports publics
La gare de Shin-Osaka est située dans l'arrondissement Yodogawa.

## Éducation
La prestigieuse école secondaire Kitano (大阪府立北野高等学校) se trouve dans l'arrondissement.

## Politique
En 2013, l'arrondissement Yodogawa a été la première institution publique japonaise à voter une motion d'encouragement pour les lesbiennes, gays, bisexuels et transgenres et à former son personnel à leur accueil,,,. Cette politique d'aide et d'accueil est suivie et observée comme source d'inspiration par d'autres administrations du pays.

## Célébrités nées dans l'arrondissement
- Ayako Fujitani (née en 1979)
- Yuka Masuda (née en 1991)